# Мюррей, Лоррейн
Лоррейн Мюррей (англ. Lorraine Grace Viscardi Murray, род. 1947, Йонкерс, Нью-Йорк) — американская писательница и обозреватель.

## Биография
Мюррей родилась в Йонкерсе, штат Нью-Йорк, и выросла в Майами. Она получила степень бакалавра по английскому языку в Университете Флориды и была избрана в общество Phi Beta Kappa. Она получила докторскую степень по философии в Университете Флориды.
Будучи радикальной феминисткой и атеисткой на протяжении более 20 лет, она вернулась в католицизм в возрасте сорока лет, о чём она написала в своей книге «Исповедь бывшей феминистки». Среди других её книг — «Как нам праздновать?», «Почему я? Почему сейчас?: Как обрести надежду, когда у вас рак груди» и «Grace Notes: Принятие радости Христа в сломанном мире». Она также написала биографию писательницы Юга США Фланнери О’Коннор «Аббатиса Андалусии: Духовное путешествие Фланнери О’Коннор». Она также создала три уютных детективных романа с участием детектива-любителя Франчески Биббо: «Смерть в хоре», «Смерть литургиста» и «Смерть надевает маску». Её эссе на христианские темы публикуются в Atlanta Journal-Constitution, The Georgia Bulletin и National Catholic Register. Она — вдова художника-толкиениста Джефа Мюррея, который умер в 2015 году.
В 2014 году она заняла первое место в номинации «Лучшая регулярная колонка — семейная жизнь» от Ассоциации католической прессы. 
В 2006 году она заняла второе место в номинации «Лучшая регулярная колонка – общие комментарии» от Ассоциации католической прессы.